# Valber Huerta
Valber Roberto Huerta Jerez (Melipilla, 26 agosto 1993) è un calciatore cileno, difensore dell'Template:Calcio Universiad Catolica.

## Carriera

### Club

#### Universidad de Chile
Il 6 maggio 2012 esordisce con la maglia dell'Universidad de Chile contro l'Universidad de Concepción. Il 2 luglio 2012 vince il suo primo Campionato cileno. Conclude la sua prima stagione da professionista totalizzando solo 3 presenze.
L'8 maggio 2013 vince la sua prima Copa Chile; la sua squadra vince per 2-1 contro l'Universidad de Chile.

#### Granada e i vari prestiti
Il 9 settembre 2014 passa nel club spagnolo del Granada B. Conclude la stagione, la prima con la maglia del Granada B, con un bottino di 14 presenze.
Nella stagione successiva, anche per via delle non ottimali condizioni fisiche del giocatore, viene messo fuori rosa e poi ceduto, nel gennaio del 2016, in prestito all'Huachipato, facendo così ritorno in Cile. L'esordio con la maglia nerablu arriva il 9 febbraio 2016 in occasione della trasferta vinta, per 1-2, contro l'Unión La Calera. Il 14 febbraio successivo mette a segno anche la sua prima rete, da professionista, in occasione della vittoria casalinga, per 3-2, contro il Santiago Wanderers. Conclude la stagione con 12 presenze e 2 reti.
Il 17 giugno 2016 passa, a titolo temporaneo, al club cileno del Colo-Colo. L'esordio arriva il 26 agosto successivo in occasione della partita casalinga persa, per 0-2, contro il Dep. Iquique.

#### Watford e il prestito all'Huachipato
L'11 gennaio 2017 il suo cartellino viene girato agli inglesi del Watford che lo cedono, a titolo temporaneo, all'Huachipato, squadra dove ha militato per sei mesi nel 2016.

### Nazionale

#### Giovanile
Esordisce con la maglia della Rojita nel Campionato sudamericano di calcio Under-20 2013 in Argentina. Il 9 gennaio scende in campo, per la prima volta, nella vittoria per 1-0 contro l'Argentina. il 17 gennaio supera, insieme ai suoi compagni, il Girone A qualificandosi, per il Girone Finale, al primo posto davanti alla Colombia. Il 3 febbraio conclude la competizione giocando tutte le partite giocate dal Chile e riuscendo a qualificarsi al Campionato mondiale di calcio Under-20 2013 in Turchia e viene inserito nell'undici ideale della manifestazione.
Fa il suo esordio, nel campionato mondiale, il 23 giugno nella vittoria per 2-1 contro l'Egitto; subentrando al minuto 83 a Nicolás Maturana. Il 29 giugno disputa la sua prima partita da titolare nella sconfitta per 2-1 contro l'Iraq.. Quindi supera, insieme ai suoi compagni, il Gruppo E qualificandosi, per la fase finale, al secondo posto dietro all'Iraq. Il 3 luglio, il Chile supera gli ottavi di finale contro la Croazia per 2-0, ma Huerta non scende in campo. Il 7 luglio disputa il quarto di finale contro il Ghana, partita persa per 4-3 dopo i tempi supplementari; subentra al minuto 78 a Igor Lichnovsky.

#### Maggiore
A marzo 2018 viene convocato dalla nazionale maggiore per le amichevoli contro Svezia e Danimarca. Il 1º febbraio 2022 fa il suo esordio con la massima selezione cilena in occasione del successo per 2-3 in casa della Bolivia nelle qualificazioni ai Mondiali 2022.

## Statistiche

### Presenze e reti nei club
Statistiche aggiornate al 29 giugno 2024.
| Stagione                    | Squadra                     | Campionato                  | Campionato | Campionato | Coppe nazionali | Coppe nazionali | Coppe nazionali | Coppe continentali | Coppe continentali | Coppe continentali | Altre coppe | Altre coppe | Altre coppe | Totale | Totale |
| Stagione                    | Squadra                     | Comp                        | Pres       | Reti       | Comp            | Pres            | Reti            | Comp               | Pres               | Reti               | Comp        | Pres        | Reti        | Pres   | Reti   |
| --------------------------- | --------------------------- | --------------------------- | ---------- | ---------- | --------------- | --------------- | --------------- | ------------------ | ------------------ | ------------------ | ----------- | ----------- | ----------- | ------ | ------ |
| 2012                        | Universidad de Chile        | PD                          | 2          | 0          | CC              | 2               | 0               | -                  | -                  | -                  | -           | -           | -           | 4      | 0      |
| 2013                        | Universidad de Chile        | PD                          | 3          | 0          | CC              | 1               | 0               | CL                 | 2                  | 0                  | -           | -           | -           | 6      | 0      |
| 2013-2014                   | Universidad de Chile        | PD                          | 5          | 0          | CC              | 3               | 0               | CS                 | 1                  | 0                  | -           | -           | -           | 9      | 0      |
| Totale Univ. de Chile       | Totale Univ. de Chile       | Totale Univ. de Chile       | 10         | 0          |                 | 6               | 0               |                    | 3                  | 0                  |             | -           | -           | 19     | 0      |
| 2014-2015                   | Granada B                   | SDB                         | 14         | 0          | -               | -               | -               | -                  | -                  | -                  | -           | -           | -           | 14     | 0      |
| 2015-gen. 2016              | Granada B                   | SDB                         | 1          | 0          | -               | -               | -               | -                  | -                  | -                  | -           | -           | -           | 1      | 0      |
| Totale Granada B            | Totale Granada B            | Totale Granada B            | 15         | 0          |                 | -               | -               |                    | -                  | -                  |             | -           | -           | 15     | 0      |
| gen.-giu 2016               | Huachipato                  | PD                          | 12         | 2          | -               | -               | -               | -                  | -                  | -                  | -           | -           | -           | 12     | 2      |
| 2016-gen. 2017              | Colo-Colo                   | PD                          | 3          | 0          | CC              | 0               | 0               | -                  | -                  | -                  | -           | -           | -           | 3      | 0      |
| gen.-giu. 2017              | Huachipato                  | PD                          | 14         | 1          | -               | -               | -               | -                  | -                  | -                  | -           | -           | -           | 14     | 1      |
| 2017                        | Huachipato                  | PD                          | 14         | 2          | CC              | 6               | 0               | -                  | -                  | -                  | -           | -           | -           | 20     | 2      |
| 2018                        | Huachipato                  | PD                          | 23         | 1          | CC              | 6               | 1               | -                  | -                  | -                  | -           | -           | -           | 33     | 2      |
| Totale Huachipato           | Totale Huachipato           | Totale Huachipato           | 63         | 6          |                 | 12              | 1               |                    | -                  | -                  |             | -           | -           | 75     | 7      |
| 2019                        | Universidad Católica        | PD                          | 20         | 1          | CC              | 7               | 1               | CL+CS              | 3+2                | 0                  | SS          | 1           | 0           | 33     | 2      |
| 2020                        | Universidad Católica        | PD                          | 32         | 1          | -               | -               | -               | CL+CS              | 5+4                | 0                  | SS          | 1           | 0           | 42     | 1      |
| 2021                        | Universidad Católica        | PD                          | 30         | 3          | CC              | 4               | 0               | CL                 | 8                  | 0                  | SS          | 1           | 0           | 43     | 3      |
| feb.-giu. 2022              | Toluca                      | PD                          | 11         | 2          | -               | -               | -               | -                  | -                  | -                  | -           | -           | -           | 11     | 2      |
| 2022-2023                   | Toluca                      | PD                          | 43         | 2          | -               | -               | -               | LC                 | 4                  | 2                  | -           | -           | -           | 47     | 4      |
| 2023-2024                   | Toluca                      | PD                          | 23         | 0          | -               | -               | -               | CCL                | 1                  | 0                  | -           | -           | -           | 24     | 0      |
| Totale Toluca               | Totale Toluca               | Totale Toluca               | 77         | 4          |                 | -               | -               |                    | 5                  | 2                  |             | -           | -           | 82     | 6      |
| giu.-dic. 2024              | Universidad Católica        | PD                          | 0          | 0          | CC              | 1               | 0               | CS                 | 0                  | 0                  | -           | -           | -           | 1      | 0      |
| 2025                        | Universidad Católica        | PD                          | 0          | 0          | CC              | 0               | 0               | CS                 | 0                  | 0                  | -           | -           | -           | 0      | 0      |
| Totale Universidad Católica | Totale Universidad Católica | Totale Universidad Católica | 82         | 5          |                 | 12              | 1               |                    | 22                 | 0                  |             | 3           | 0           | 119    | 6      |
| Totale carriera             | Totale carriera             | Totale carriera             | 250        | 15         |                 | 30              | 2               |                    | 30                 | 2                  |             | 3           | 0           | 313    | 19     |

### Cronologia presenze e reti in nazionale
| Cronologia completa delle presenze e delle reti in nazionale ― Cile | Cronologia completa delle presenze e delle reti in nazionale ― Cile | Cronologia completa delle presenze e delle reti in nazionale ― Cile | Cronologia completa delle presenze e delle reti in nazionale ― Cile | Cronologia completa delle presenze e delle reti in nazionale ― Cile | Cronologia completa delle presenze e delle reti in nazionale ― Cile | Cronologia completa delle presenze e delle reti in nazionale ― Cile | Cronologia completa delle presenze e delle reti in nazionale ― Cile |
| Data                                                                | Città                                                               | In casa                                                             | Risultato                                                           | Ospiti                                                              | Competizione                                                        | Reti                                                                | Note                                                                |
| ------------------------------------------------------------------- | ------------------------------------------------------------------- | ------------------------------------------------------------------- | ------------------------------------------------------------------- | ------------------------------------------------------------------- | ------------------------------------------------------------------- | ------------------------------------------------------------------- | ------------------------------------------------------------------- |
| 1-2-2022                                                            | La Paz                                                              | Bolivia                                                             | 2 – 3                                                               | Cile                                                                | Qual. Mondiali 2022                                                 | -                                                                   | 87’                                                                 |
| 23-9-2022                                                           | Cornellà de Llobregat                                               | Marocco                                                             | 2 – 0                                                               | Cile                                                                | Amichevole                                                          | -                                                                   |                                                                     |
| Totale                                                              |                                                                     | Presenze                                                            | 2                                                                   |                                                                     | Reti                                                                | 0                                                                   |                                                                     |

## Palmarès
- Campionato cileno: 4

Univ. de Chile: Apertura 2012
Universidad Católica: 2019, 2020, 2021
- Copa Chile: 2

Univ. de Chile: 2012-2013
Colo-Colo: 2016
- Supercopa de Chile: 3

Universidad Católica: 2019, 2020, 2021